# Pleurona simillima
Pleurona simillima là một loài bướm đêm trong họ Erebidae.